# 安哈特-貝恩堡-紹姆堡-霍伊姆的阿德海德
安哈特-貝恩堡-紹姆堡-霍伊姆的阿德海德（德語：Adelheid von Anhalt-Bernburg-Schaumburg-Hoym，1800年2月23日—1820年9月13日），維克多二世的女兒，母親是拿騷-威爾堡親王腓特烈·威廉的妹妹阿瑪莉埃。

## 家庭
1817年，阿德海德與歐登堡的奧古斯特結婚，兩人共有兩個女兒：
1. 阿瑪莉埃（1818年—1875年），希臘王后
2. 弗蕾德里克（1820年—1891年）